# Rivière Tuttuquaaluk
La rivière Tuttuquaaluk est un affluent de la rive droite de la rivière Déception dont le courant se déverse successivement dans la baie Déception, puis dans le détroit d'Hudson. La rivière Tuttuquaaluk coule vers le sud dans le territoire non organisé de Rivière-Koksoak faisant partie de l'administration régionale Kativik, dans la région administrative du Nord-du-Québec, au Québec, au Canada.

## Géographie
Un petit lac sans nom (altitude : 535 m) constitue la tête de la rivière Tuttuquaaluk. Il est situé à :
- 30,0 km au sud-ouest de l'embouchure de la rivière Hémard qui se déverse dans le détroit d'Hudson ;
- 18,8 km au sud-ouest de l'embouchure de la rivière Hengan, qui se déverse sur le littoral ouest de la baie d'Ungava ;
- 31,3 km à l'ouest de l'embouchure de la rivière Jacquère qui se déverse sur le littoral ouest de la baie d'Ungava.

À partir du petit lac de tête, la rivière Tuttuquaaluk coule sur 12,2 km vers le sud en traversant quatre lacs, jusqu'à l'embouchure d'un ruisseau venant de l'est. Puis le courant descend vers l'ouest sur un segment de 12,2 km jusqu'à la décharge de la branche nord de la rivière. Puis la rivière coule sur 8,3 km vers le sud-ouest ; de là, la rivière bifurque vers le sud pour couler sur 3,6 km, jusqu'à son embouchure qui se déverse dans la rivière Déception.
Les bassins versants voisins de la rivière Tuttuquaaluk sont :
- côté nord : rivière Hémard, rivière Jacquère, détroit d'Hudson ;
- côté est : rivière Hengan, baie d'Ungava ;
- côté sud :  Rivière Déception ;
- côté ouest : baie Déception.

## Toponymie
Le toponyme "rivière Tuttuquaaluk" a été officialisé le 5 décembre 1968 par la Commission de toponymie du Québec.